# Cacomisthus niger
Cacomisthus niger är en stekelart som beskrevs av Henry Keith Townes, Jr. 1970. Cacomisthus niger ingår i släktet Cacomisthus och familjen brokparasitsteklar. Inga underarter finns listade.